# Aduge
L'aduge és una llengua que es parla al sud-est de Nigèria, a la LGA d'Oyi, a l'estat d'Anambra.
L'aduge pertany a la subfamília lingüística de les llengües edoid del nord-oest, que són llengües de la família de les llengües Benué-Congo. En aquesta subfamília lingüística hi ha els grups lingüístics de les llengúes osse i el de les llengües edoid del nord-oest meridionals.

## Ús
L'aduge és una llengua que gaudeix d'un ús vigorós (6a); tot i que no està estandarditzada, és parlada per persones de totes les edats i generacions. Té una gramàtica. Segons l'ethnologue, el 1992 hi havia 1.900 eduge-parlants.

## Població i religió
El 25% dels aduges són cristians; d'aquests, el 80% són protestants i el 20% pertanyen a esglésies cristianes independents. El 75% dels aduges restants creuen en religions tradicionals africanes.